# Zespół małopłytkowości i aplazji kości promieniowej
Zespół małopłytkowości i aplazji kości promieniowej, wrodzona małopłytkowość hipoplastyczna (zespół TAR, ang. TAR syndrome, thrombocytopenia and absent radius syndrome) – rzadki zespół wad wrodzonych uwarunkowany genetycznie, dziedziczony autosomalnie recesywnie, który charakteryzują aplazja kości promieniowej, hipomegakariocytowa trombocytopenia, i często inne skojarzone wady. 

## Historia
Chorobę jako pierwsi opisali amerykańscy lekarze H. M. Greenwald i J. Sherman w 1928 roku. Potem kolejne prace Hausera w 1948 roku i H. Grossa ze wsp. w 1956 pozwoliły na wyodrębnienie nowego zespołu wad i określenie jego zmienności fenotypowej. Etiologia choroby jest wciąż słabo poznana, ale praca Klopocki z 2007 roku wydaje się mieć kluczowe znaczenie dla wyjaśnienia patogenezy schorzenia.

## Fenotyp

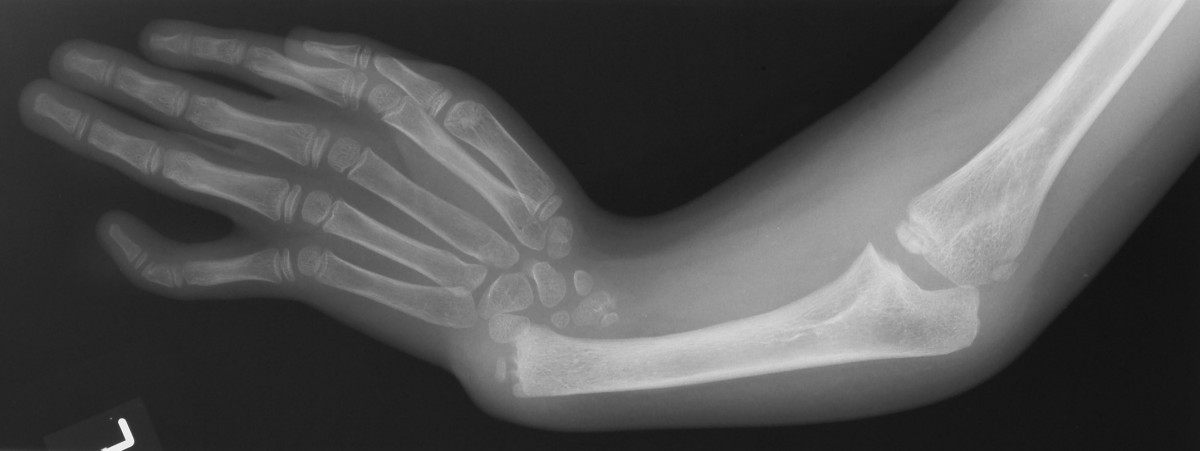
Rentgenogram w projekcji A-P górnej kończyny 24-letniej kobiety z zespołem TAR, ujawniający nieobecną kość promieniową i promieniowe zgięcie ręki

Obok obustronnej aplazji kości promieniowej ze skróceniem kości łokciowej przy zachowanym kciuku i wskazicielu oraz trombocytopenii u pacjentów z zespołem TAR stwierdza się wrodzone wady serca (tetralogia Fallota, wady przegrody międzyprzedsionkowej i międzykomorowej), wady układu moczowo-płciowego (nerka podkowiasta, hipoplazję nerek), wady budowy stawów kolanowych i często nietolerancję laktozy. U 53% pacjentów stwierdza się cechy dysmorficzne twarzy: mikrognację (3-30%), wysokie i szerokie czoło, hiperteloryzm oczny, nisko osadzone i zrotowane do tyłu małżowiny uszne.

## Różnicowanie
W diagnostyce różnicowej zespołu TAR należy uwzględnić:
- zespół RAPADILINO
- zespół Edwardsa
- fetopatię talidomidową
- zespół Robertsa
- asocjację VACTERL.

## Etiologia
Mutacje genu c-mpl kodującego receptor trombopoetyny ani mutacje regionu promotorowego tego genu najprawdopodobniej nie odpowiadają za objawy zespołu. W 2007 roku Eva Klopocki i wsp. wykazali obecność delecji interstycjalnej 200 kpz w locus 1q21.1 u wszystkich przebadanych technikami cytogenetycznymi pacjentów z zespołem TAR. Ten fragment chromosomu zawiera 11 genów. Stwierdzono, że w 25% przypadkach delecja powstawała de novo, a odziedziczona delecja pochodziła równie często od matki jak od ojca. Klopocki i wsp. zasugerowali, że delecja 1q21.1 jest niezbędna w patogenezie zespołu, ale fenotyp rozwija się jedynie w obecności dodatkowego, nieokreślonego bliżej czynnika (mTAR).